# 赫斯特島
赫斯特島是南極洲的島嶼，島嶼長58公里、寬11公里，島上最高點365米，土地完全被冰雪覆蓋，該島在1928年12月20日被澳洲探險家發現，阿根廷、智利和英國均宣稱擁有主權。

## 外部連結
- Merriam-Webster's Online Geographical Dictionary （页面存档备份，存于）
- Portal （页面存档备份，存于）
- Geographical Dictionary （页面存档备份，存于）